# ナガセヴィータ
ナガセヴィータ株式会社（英: Nagase Viita Co., Ltd.）は、岡山県岡山市に本社を置く食品原料・医薬品原料・化学原料製品や試薬を研究・製造・販売するバイオメーカーである。文化支援活動として美術館の運営支援を行う。

## 概要
1883年、林原克太郎が現在の岡山市北区天瀬に麦芽水飴製造業を営む林原商店（はやしばらしょうてん）として創業する。
1932年、株式会社林原商店へ改組し、林原一郎が3代目社長に就任して研究開発や経営多角化を推進する。水飴製造は酸糖化法を導入し「太陽印水飴」として日本本土や大陸方面へ販路を拡大する。1943年、林原株式会社へ社名変更する。1945年、岡山空襲で工場を焼失するも終戦直後に復興して水飴生産量が日本一になり、不動産事業では岡山駅南（現在のイオンモール岡山の場所）に約2万坪の土地を購入し、1948年、同所へ本社を移転する。以後デンプンから各種糖質開発を事業として特許を多数取得し、莫大な収益でさらに新規研究を行う研究開発型企業へ成長する。
1961年、林原健の社長就任以降、自社で製造法を確立したブドウ糖の生産をはじめ、マルトース、プルランなど各種糖質の量産化に成功し、林原生物化学研究所などグループ会社を次々と設立する。美術館開館、備中漆復興事業、古生物学（恐竜発掘）調査、類人猿研究などメセナ事業も積極展開を始める。1990年代以降、甘味料などに用いられる糖質トレハロース、抗がん剤用途のインターフェロンを生産し世界市場で販売する。ただし健の弟で、専務取締役を務めた林原靖によると、林原インターフェロン製造のために建設された吉備製薬工場は稼働実績で2割を上回ったことがなく、後の経営破綻の最大の原因の一つとあげている。これは林原の天然型インターフェロン製造法が後発の遺伝子組み換えインターフェロンの競合に効率で劣っていたことと、販売協力関係にあった大塚製薬の社長が新薬開発をめぐる汚職事件に関わり、製薬会社の社長を退任せざるを得なかったことによるという。2011年2月2日、林原、林原生物化学研究所、林原商事のグループ中核3社が会社更生法適用を東京地方裁判所に申請、3月7日に更生手続開始が決定 する。
2012年2月1日、林原生物化学研究所、林原商事の2社が株式会社林原に吸収合併され、2月3日に合併後の株式会社林原が100%減資して長瀬産業（大阪市）の完全子会社 になる。長瀬産業が約700億円の巨額の出資を行い、加えてJR岡山駅南土地の売却、創業者からの寄付などにより、負債総額約1,400億円に対し弁済原資約1,300億円を確保して弁済率約93%と更生法下では異例の高水準 で、更生法適用から約1年2ヶ月後の3月26日、会社更生計画は終結する。中核事業は株式会社林原が継続し、中核事業以外の資産や負債は太陽殖産が引き継いだ。
長瀬産業は子会社となった林原に設備投資を行い、2015年には、藤崎地区に新「岡山第一工場」、今保地区に「岡山機能糖質工場S棟」を新設した。さらにトレハロースの安定供給を目的に「岡山機能糖質工場T棟」の増築工事を行い、従来の製造能力の約3割増に規模を拡大した。2015年11月には水溶性食物繊維「ファイバリクサ」を発売、2016年9月にはナガセケムテックス株式会社との初の共同開発製品となる製パン用酵素「デナベイクEXTRA」を開発した。また、プルランカプセルの海外での市場拡大に向け、ロンザ社（本社：スイス バーゼル）と長期パートナーシップ契約を締結した。しかしながら2018年3月現在、トレハロースの売上げは日本国内が30,000トンなのに対し、海外売上は1,000トンに至っていないといい、上記の製造設備投資に見合う売上をそもそも確保しているのか、また果たして長瀬産業の海外施策が功を奏しているか疑問符が付く。
2015年（平成27年）1月、長瀬産業創業家からの出向であった長瀬玲二が株式会社林原の代表取締役を辞任、同時に長瀬産業でも代表取締役専務を辞任し、代表権の無い副会長となった。なお、同時に長瀬産業の長瀬洋社長は代表取締役社長から会長職に退いた。その後、2023年4月1日付の長瀬産業の人事で、長瀬洋は代表取締役会長から取締役相談役に退き、長瀬玲二は副会長から取締役に、さらに2023年6月25日に非取締役の特別顧問に退いた。
2024年（令和6年）4月1日、社名をナガセヴィータ株式会社に変更し、同時に会社の存在意義と社会に与える価値の表明として「パーパス」を策定した。

## 沿革

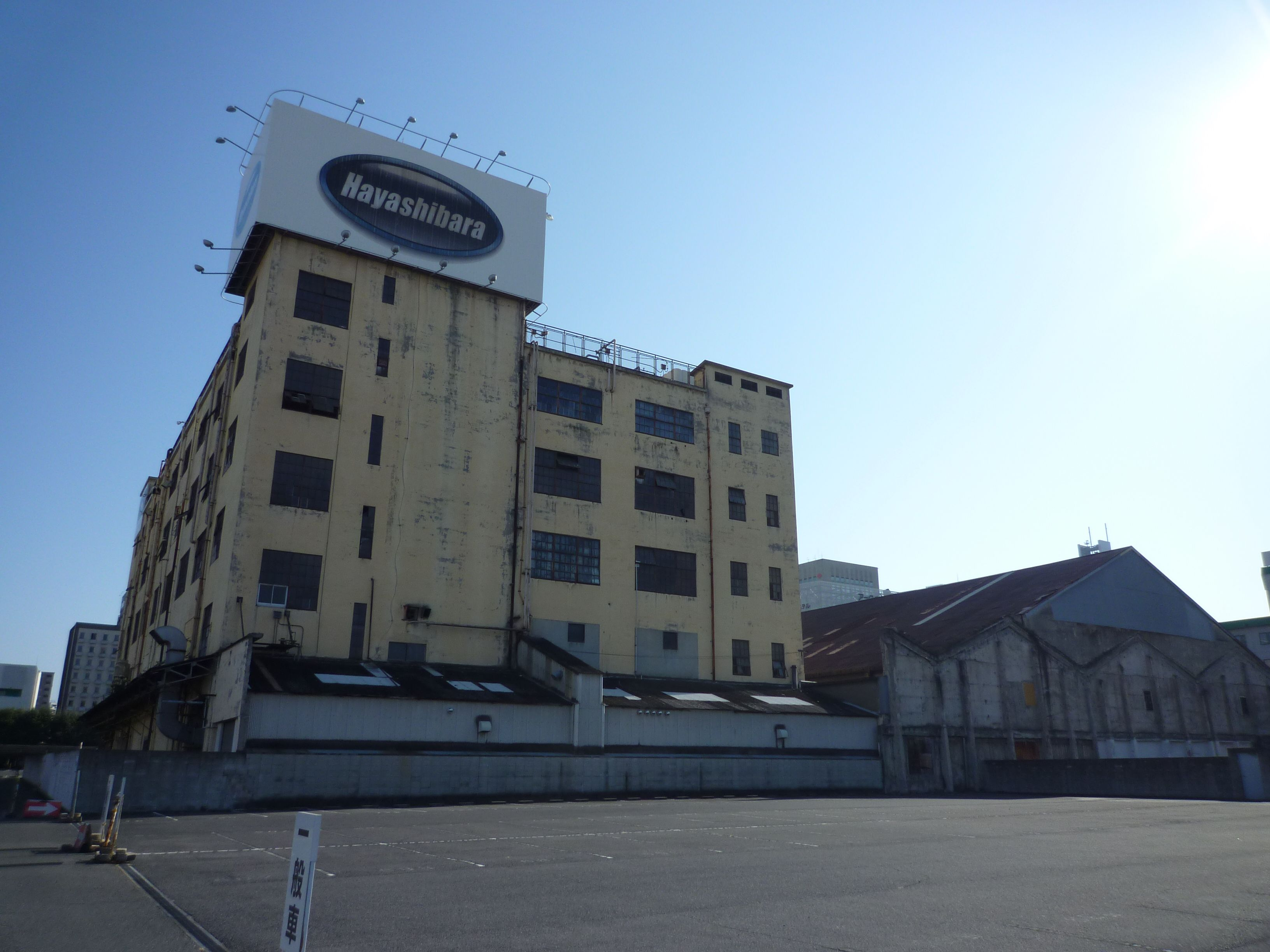
林原グループ旧本社

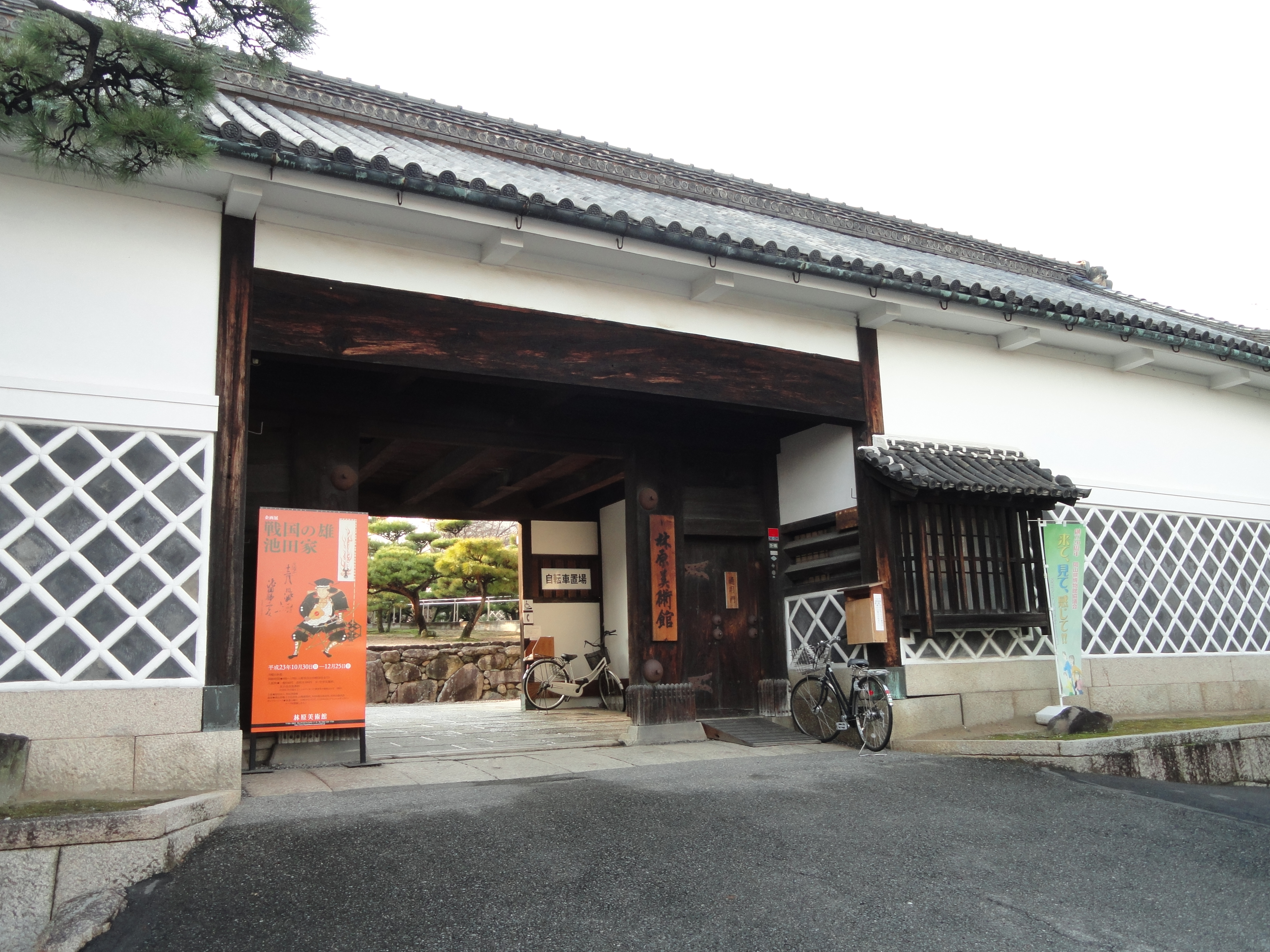
林原美術館

- 1883年（明治16年）- 現在の岡山市北区天瀬に林原克太郎が林原商店を創業する。
- 1932年（昭和7年）- 株式会社林原商店へ改組し、林原一郎が3代目社長に就任する。
- 1935年（昭和10年）- 酸麦2段糖化による水飴製造法を確立し特許申請する。
- 1940年（昭和15年）- 製菓（乳菓）部門に進出する。
- 1943年（昭和18年）- 林原株式会社へ社名変更する。
- 1945年（昭和20年）- 岡山空襲により工場を焼失し、翌年1月に水飴製造を再開する。
- 1946年（昭和21年）- 旧日本電気所有の岡山駅南の土地を購入する。株式会社太陽殖産を設立して不動産事業を開始する。
- 1952年（昭和27年）- 社団法人林原共済会を設立する。
- 1959年（昭和34年）- 酵素糖化法によるブドウ糖製造に成功する。
- 1962年（昭和37年）- 水飴・ブドウ糖販路拡大のために林原商事株式会社を設立する。
- 1964年（昭和39年）- 現在の岡山市北区丸の内岡山城対面所跡に林原美術館を設立する。
- 1968年（昭和43年）- マルトースの新製造法と、マルチトールの開発に成功する。
- 1970年（昭和45年）- 株式会社林原生物化学研究所を設立する。
- 1973年（昭和48年）- 増粘多糖類プルランの製造技術の開発に成功する[17]。
- 1986年（昭和61年）- マルトースの量産化に成功する。
- 1988年（昭和63年）- 厚生省からインターフェロンの承認を受け、大塚製薬・持田製薬から発売開始する。
- 1989年（平成元年）- 柑橘由来のポリフェノール「糖転移ヘスペリジン」の製造に成功する[18]。
- 1990年（平成2年）- 株式会社林原と株式会社林原商事へそれぞれ社名変更する。
- 1993年（平成5年）- 林原自然科学博物館が組織し、モンゴル・ゴビ砂漠で古生物学調査を開始する。
- 1994年（平成6年）- デンプンからトレハロースを大量に生産する技術を開発し翌年に商品化する。
- 1997年（平成9年）- 株式会社H＋Bライフサイエンス、株式会社林原基礎合成研究所、株式会社林原美術ミントの3社を設立する。
- 1998年（平成10年）- チンパンジー研究の「類人猿研究センター」を設立する。
- 2002年（平成14年）- JR岡山駅南の自社所有地を再開発する「ザ ハヤシバラシティ」構想を発表し、ザ ハヤシバラシティ株式会社を設立する。
- 2007年（平成19年）- 水溶性食物繊維「イソマルトデキストリン」の製造に成功する[18]。
- 2011年（平成23年）- H+Bライフサイエンスをハーバー研究所（ジャスダック／証券コード4925）に売却する[19]。
  - 2月2日 - 東京地方裁判所へ会社更生法適用を申請する。負債総額1322億円で林原創業家が経営から退く。
  - 12月26日 - 本社をJR岡山駅南の自社所有地から現在地へ移転する。
  - 12月31日 - 林原モータープールを閉鎖する。
- 2012年（平成24年）
  - 1月27日 - 更生計画認可決定が確定する。
  - 1月30日 - JR岡山駅南の自社所有地をイオンモールへ売却する。
  - 2月1日 - 株式会社林原が株式会社林原生物化学研究所と株式会社林原商事の2社を吸収合併する。
  - 2月3日 - 長瀬産業の100%子会社になる。
  - 3月26日 - 負債総額約1400億円に弁済原資約1300億円を確保して弁済率約93%の高水準で、更生法適用から約1年2ヶ月で更生計画が終結する。
- 2013年（平成25年）
  - 類人猿研究センターの研究機能を京都大学に寄付し、同センターは解散。京都大学霊長類研究所に研究は継承する[20]。
  - 林原自然科学博物館が組織する古生物研究事業を岡山理科大学に移管する[21]。
- 2015年（平成27年）
  - 1月、長瀬産業創業家からの出向であった長瀬玲二が株式会社林原の代表取締役を辞任、同時に長瀬産業でも代表取締役専務を辞任し代表権の無い副会長となった。なお同時に長瀬産業本体の長瀬洋社長も、長瀬産業代表取締役社長を退き代表取締役会長職に就いた[13]。
  - 8月20日 - 新工場「岡山機能糖質工場S棟」と「岡山第一工場」を竣工する。
  - 11月25日 - 水溶性食物繊維「ファイバリクサ」を発売する。
- 2016年 - イソマルトデキストリンがFDAよりGRAS認証を取得する。
  - 9月27日 - ナガセケムテックス株式会社と共同開発した製パン用酵素『デナベイクEXTRA』を長瀬産業株式会社から発売する。
- 2018年（平成27年）- ロンザ社とプルランカプセルの市場拡大に向け、長期パートナーシップ契約を締結する。
- 2020年（令和2年）6月30日 - 岡山第二工場に新プルラン・酵素棟を増設する[22]。
- 2023年（令和5年）4月1日 - ナガセケムテックス株式会社の生化学品事業を統合した[23]。
- 2024年（令和6年）4月1日 - ナガセヴィータ株式会社に社名変更[16]。

## 経営

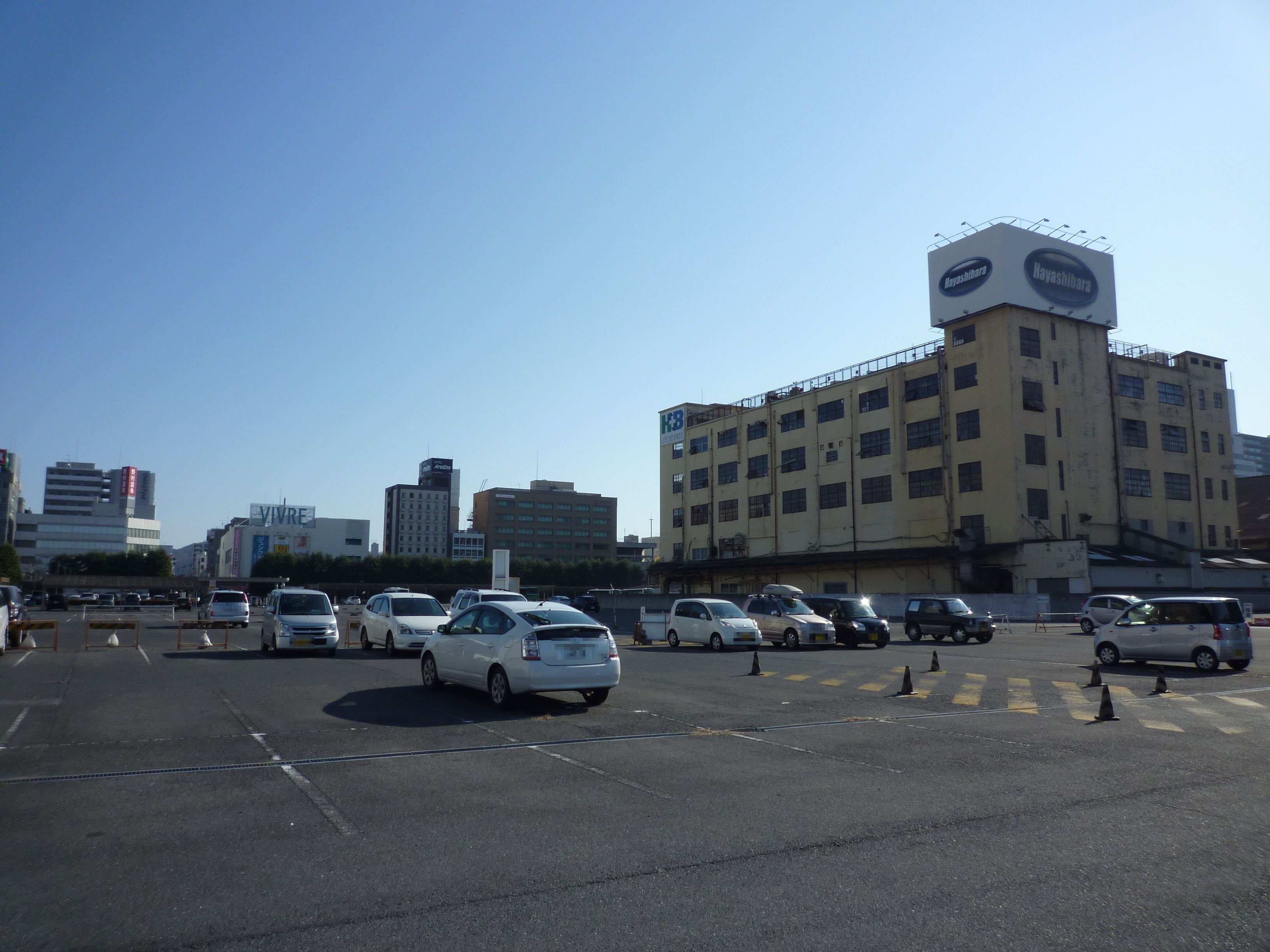
JR岡山駅南の旧自社所有地
岡山市北区下石井の2万坪の土地は、長年林原グループの本社および有料駐車場として利用された。

### 創業家による経営
JR岡山駅南の土地2万坪など大規模な自社所有地の含み益と特許利益により資金調達が容易で、長期間の独自研究開発のために未上場で創業者の林原一族が長年同族経営していた。縁故採用に肯定的で、社員は公募せず、多くを地元岡山の大学生から採用している。メセナ活動にも積極的に投資し、2002年に林原グループ本社や林原自然科学博物館、有料駐車場（林原モータープール）として利用されていたJR岡山駅南の自社所有地を「ザ ハヤシバラシティ」として再開発する構想 を発表していた。
一方では、豊富な不動産資産を背景に、1970年代からバブル期にかけて1,700億円にものぼる多額の借入を金融機関から行った。借入金は研究投資に用いられ、ハムスター法によるインターフェロンの製造法開発に成功したが、競合品である遺伝子組み換えインターフェロンの登場により、投資額を回収する分だけの利益を挙げるには至らなかった。当時はトレハロース、AA-2G等の2000年代の主力製品の開発前であったことに加え、バブル崩壊により岡山駅前に保有する土地の評価額が激減していたことで、林原グループは既にこの時点で事実上の債務超過に陥っていたとみられる。
この頃から、不正経理によって銀行から多額の融資を受ける行為が常態化していた。岡山製紙や三星食品などのグループ会社は上場し次々に売却したが、グループ本体は不正経理の発覚を恐れ上場できず、長年にわたって間接金融に依存する状態が続いていた。経営破綻の原因は、直接的には2010年末に金融機関から不正経理を指摘され融資の継続がされなくなったことであるが、そもそもの不正経理を行う動機は凄まじい額の研究投資とインターフェロンのビジネスとしての失敗である。経営破綻時に一部報道で言われた「メセナ活動や不動産投資が経営を圧迫した」というのは誤りで、あくまで粉飾の根っこは「金食い虫」である林原生物科学研究所による過大な研究投資、特にインターフェロンの失敗である。メセナ活動や不動産事業は多く見積もっても年間数億円の出費にしか満たず、借入金利息を毎年返済してもトレハロースやAA2Gの売り上げで年間20億円以上の利益を上げていた90年代以降の林原にとっては大きな問題ではなく、不動産を扱う太陽殖産はそもそも更生法申請時にも資産超過状態だった。

### 不正経理の発覚と事業再生ADR準備
2010年末に住友信託銀行と中国銀行が秘密裏に行った内部資料の突き合わせから、林原グループは貸借対照表の借入金の差異を指摘された。住友信託銀行および中国銀行は不渡り処分をちらつかせることで、年末までの時点で林原健および靖の個人保証、関係各社相互の債務保証への署名捺印を行わせ、不動産を担保に入れた。メイン2行の他の債権者を差し置いた行動は後に他の債権者の不信感を生み、ADR不合意の主な原因となった。2010年12月時点で林原グループは資産を全て同じ2行の担保に入れ、翌年2月末の融資の継続書き換え時には、担保不足によって資金ショートになる公算となった。この時点でメインバンクの中国銀行から林原に対して裁判外紛争解決手続（ADR）を進めるよう指示があり、同銀行から林原に対してADRの第一人者である西村あさひ法律事務所の紹介を行った。
当初は林原は会社更生法ではなく、中国銀行および西村あさひ法律事務所に後押しされる形で事業再生ADRの成立を目指した。ADRは不成立となり会社更生法の適用となるが、林原グループ前専務取締役の林原靖によると、債権者全会一致が原則でハードルが高いADRと、ADRが壊れた際の最終手段としての会社更生法の2択しか会社側には示されず、いわばその中間となる民事再生法が提示されなかったという。理由として、ADRは西村あさひ法律事務所の松嶋英機が中心となって日本に紹介した制度であり、林原のADR〜会社更生法で実務の中心となった森倫洋弁護士をはじめとするチームにおいて、林原のケースをADRの成功事例としたい思惑があったと指摘している。
林原のADR不成立の原因として債権者の銀行団のうち、メインの中国銀行およびサブの住友信託銀行の2行と、その他の銀行の利害が激しく対立したことがあげられるという。
2011年1月11日のADR第1回会合では、席上、代表取締役の林原健が謝罪し、弁護士からは経営責任を取って社長の林原健、専務の林原靖、ほか経理担当役員2人が退任する旨の報告があった。P/L上は業績快調でありながら、弁護士団が全役員の退任を勝手に決めたのは、銀行のADR同意を取りつけるための有効な取引材料にするためだったという。
中国銀行と住友信託銀行を除いた銀行団からは、林原への非難や罵声は全くなく、中国銀行と住友信託銀行への憤懣が激しく噴出したという。JR岡山駅南所有地に中国銀行が、林原美術館に住友信託銀行がそれぞれ抵当権を設定していることが明らかになったこと、昨年末からADR申請まで中国銀行と住友信託銀行の2行のみで情報を独占したことに非難が集中した。さらに中国銀行と住友信託銀行の間のスタンスの違いも状況を難しくした。中国銀行がADR成立のためには担保登記の修正について柔軟な姿勢を示したのに対し、住友信託銀行は「ADR成立を前提」としない限り担保登記の修正に応じないとの姿勢を変えず、この住友信託銀行の態度に他のメガバンクからの非難が集中した。他の銀行団のうち、三菱東京UFJ銀行は以前から十分な有価証券担保をとっていたので穏健な態度、逆に三井住友銀行には十分な担保が提供されておらず、苛立ちを強めていた。みずほ銀行は自身の債権額はそれほどでもなかったが、シンジケート・ローンの幹事銀行として中小銀行を束ねるという役割があったという。1回目の会合の最後に、進行役の西村あさひ法律事務所の森倫洋弁護士から銀行団に第2回目の会合の出席の釘を刺し、初会合は終了した。
事業再生ADRの特徴として、関係者の守秘義務を前提とし秘密裏に話し合いがもたれることで一般債権者の不安を煽らないという点があるにもかかわらず、2011年2月2日に第2回目のADR会合の前に新聞各紙に林原のADR申請が報道された。報道内容は債権者各行に配布したADR説明用の資料を基にしていたこと、現実的に合計300部ほどの製本を銀行団に配ったことから、ADRの秘密保持の実効性はお粗末なものであり、中国銀行と住友信託銀行の思惑に不満であったいずれかの銀行関係者が確信犯的にマスコミに流したのが報道の理由であったと推測されたという。
この時点で秘密保持という事業再生ADRの利点は崩れており、2011年2月2日の第2回会議では東京・日本橋の会場まわりに多数の取材陣が駆けつけていた。会議においては住友信託銀行は相変わらず「出口論」を変えるつもりはなく、さらに他の銀行を前にして「自行をかつてのメインバンクとかサブメインというふうに考えずに、他の一般メガバンクと同等に扱ってほしい」 などと発言し、他行から住友信託銀行のこの態度への不信が大きな焦点となった。しかし、住友信託銀行は自行の駆け込み保全処理についての正当性を述べるばかりで、最後まで「出口論」を変えようとはしなかった。当然議論は紛糾し、賛否の大激論が巻き起こった。
会合に参加した林原靖によると、そこに突然、出席者の一人が立ち上がり「皆さん、皆さん、お静かに願います。当行本部からたったいま、わたしの携帯に連絡が入りました。 西村あさひ法律事務所の弁護士が、東京地方裁判所に林原の会社更生法の申請をおこなったとのことです」との声が入り、会場からは一斉に「ウオーッ!」という悲鳴に近い叫び声と、銀行団から罵声と怒声の入り交じった会話で、会場は混乱の極みに陥ったという。なお、この更生法申立は、平成23年（2011年）2月2日に林原の代表取締役に就任したとされる福田恵温からの委任によってなされたとされているが、これは「会社法319条1項に基づき、林原の全株主の同意によって行われた」と記録されている。しかし、林原靖によると林原健、靖は同日東京での債権者集会に朝より出ており、福田による同申立は西村あさひ法律事務所による不実、私文書偽造の疑いが濃厚である旨を指摘している。林原靖は2016年2月現在、著書において西村あさひ法律事務所の「○○弁護士（更正法の申請代理人であった森倫洋弁護士であると思われる）」に対して、説明義務違反に基づく懲戒請求を行っている。
なお、森は本件とは別に、西村あさひ法律事務所所属の2014年、 日本弁護士連合会より、「自己が関係をしている訴訟の第1審判決について、自ら及び同僚弁護士が記載した同判決への批評記事を、出版社に働き掛けて匿名または編集部名義で法律雑誌に掲載させ、あたかも第三者が記載した批評記事であるかのように偽って記事を掲載させるとともに、同記事を同訴訟における控訴状に引用して、裁判官にあたかも第三者が記載した批評記事であることを前提とした主張立証活動をしようとした。」として懲戒処分を受けている。
西村あさひ法律事務所の次席の柴原多弁護士および郡谷大輔弁護士が発言を引き継ぐも、銀行団はなおも「われわれは納得できない。なぜこんなことになってしまったのか。いずれハッキリさせてもらうからな。いや、そうしてもらわねば困る。席を改め時間をかけてでも徹底的に追及するぞ」と大声で叫びつづけた。しかし、西村あさひ法律事務所が先走り的に行った会社更生法申請の事実は変えられず、2時間以上にわたる銀行団の大議論は、第一回にして「ADR不成立」の結論をもって終結することとなった。

### 会社更生法の申請
ADR不成立の実際は金融機関の同意が得られず、ということではなく上述のように西村あさひ法律事務所の駆け込み的行動によるものだった。同年2月2日の債権者集会の場で事業再生ADRの断念を表明した。同日、林原・林原生物化学研究所・林原商事の3社は東京地方裁判所に会社更生法に基づく会社更生手続の開始を申請した。負債額は1,300億円超と見られ、岡山県内の経営破綻としては過去最大規模の事例となった。この責任をとってADR第1回会合での発表の通り、社長の林原健と実弟で専務の林原靖が取締役を辞任し、後任の社長には林原生物化学研究所の常務だった福田恵温が就任、創業以来一貫して林原一族が主導してきた同族経営は幕を閉じた。保全管理人、更生管財人にはADR時の顧問弁護士団を束ねていた松嶋英機弁護士が横滑りし、参加の西村あさひ法律事務所の弁護団もADR時のまま継続して会社に常駐した。西村あさひ法律事務所も、管財人横滑りの批判には気を遣っており、林原の更正法申請の第一報の時点での会話として、弁護士団は東京地裁への申請のタイミングが早すぎたことについて、「次の更生法の段階では、われわれはこの案件から退かなければならなくなるかもしれんな」「いや、大丈夫ではないですか。裁判所は認めてくれますよ」等と雑談を交わしていたという。
西村あさひ法律事務所が自らの管財人就任にこだわった理由について、林原靖はおそらく四大法律事務所にはそれを頂点として、それぞれに親密な「破綻ビジネス」の果実を分け合う周辺業者があり、その意味で林原の破綻はこれらの周辺業者にとってはビッグで、しかも実り多いビジネスチャンスになると予想したからだろう、と著書で述べている。
一例として、林原健および靖の私財処分について、本来公正な資産処分をやろうとするならば専門業者を数社呼び、コンペをやって手数料が少なく売値が一番高い会社に決める、というのが筋であるが、複数の業者を比較検討したという形跡もなく、まず美術品処分の委託先としてはADRの会計担当業者での会計事務所プライスウォーターハウスクーパースが再登場し、破綻処理ビジネスの中で抜け目なく商売の幅を拡げている同社に一種の崇敬の念さえおぼえたという。
一方、不動産処分の委託先として、岡山とは縁が少ない東急リバブルが採用された。同社は後で西村あさひ法律事務所の若い弁護士がふと洩らしてわかったことだが、西村あさひ法律事務所とは「とても親密な会社」とのことだったという。
西村あさひ法律事務所が管財人に就任することにより、ADR時は林原の弁護を受け持っていた同事務所が、一転会社側を糾弾する側に立ったことになった。この手続については、林原靖によると、裁判所に提出した更生法の申請書に事前に目を通す機会は西村あさひ法律事務所から経営陣側に与えられず、手続を委任する時間的猶予もなかったという。その際に西村あさひ法律事務所には社長の林原健および専務の林原靖の実印を預けたままであったので、西村あさひ法律事務所と東京地裁との間でどのようなやりとりがあったのかは不明であったという。中核事業法人のうち、不動産運営の太陽殖産は資産が負債を上回っていたため当初は申請を見送ったが、更生会社3社の再建計画検討の中で、同社についても3社との同時的・一体的な処理を進めるのが適切と判断され、同年5月25日に改めて東京地裁への会社更生法適用申請を行った。

### スポンサー企業の選定
再建スポンサーには韓国のCJグループや日本たばこ産業など70～80社が名乗りを上げた。西村あさひ法律事務所とフィナンシャル・アドバイザーのGCAサヴィアンの音頭によって、スポンサー選定は3回の入札で分けて行われた。スポンサー候補は、第一回の入札で概ね10社程度に絞られ、三菱商事グループにSBI、群栄化学工業、明治製菓、大塚製薬グループ、伊藤忠商事グループなどが含まれていた。入札の金額幅はこの時点で400億円超のレベルと推察されたという。通常の進め方であれば第二回の入札は第一回に勝ち残った中から、さらに金額の高い順に絞られるはずであるが、本件では変則的な入札が行われたといい、第一回の入札に勝ち残った会社を核にして連合を組めば、落ちてしまった会社でも勝ち上がることができる。逆に一回目で上位に残った会社でも、合従連衡に手抜かりやミスがあれば二回目で落ちてしまう。こうした進め方のため、一回戦で勝ち残った組の中からも「これは二回戦ではなく一・五回戦だ」という悲鳴も上がっていたという。
2011年5月の連休前に行われた第二回の入札では、一回目のトップ当選と見られていた三菱商事と第2位のSBI、それと明治製菓、大塚製薬グループは他との連合を嫌ったのか、それともこれ以上の金額は出せないと諦めたのか落選した。第3回目の入札前に残っていたのは、群栄化学と、韓国のCJグループ、カーギル、長瀬産業であったとみられ、入札の金額はこの時点で600億円前後と報道されていた。共同通信の事前予測報道では、「韓国の財閥CJグループと日本のJT（日本たばこ産業）が、700億円前後で競い合っている模様」との観測が出ていたが、JTはその後すぐ自社のホームページで「入札の事実はない」と報道内容を否定するコメントを発表した。 また、「韓国CJグループは850億円以上出すのでは」との話も伝わっていたという。最終的に入札を経て2011年8月3日に長瀬産業がスポンサーに決定した。決定金額は約700億円であり、実はCJも同額を提示したが、これは皆の「総合判断」で落としたという。長瀬産業が、もう一社の額を上回る金額で落札したものと報道されたが、これは誤報である。林原の前専務、林原靖は著書で長瀬産業にスポンサーが決定した理由として、スポンサー選定の一回戦、二回戦では長瀬産業の名前は出ておらず、債権者である三井住友銀行が同社のメインバンクで、最終的なスポンサー選定はフィナンシャル・アドバイザーであったGCAサヴィアンの公平な判断ではなく、裏に同銀行の強力な意向があったのではないかとしている。なお、GCAサヴィアンのマネージングディレクターの野々宮律子が、2020年から長瀬産業の社外取締役を務めている。

### 会社更生計画の終了
JR岡山駅南の自社所有地は、2011年9月21日に入札が行われ、イオンモールに売却されることが決定した。売買契約の決済とイオンモールへの所有地の引き渡しは、2012年1月27日に東京地方裁判所の更生計画案の認可決定が確定したのを受け、同年1月30日付で行われた（イオンモール岡山も参照）。これに先だって、株式会社林原・株式会社林原商事・株式会社林原生物化学研究所の3社は、2011年12月26日に本社を移転し、2011年12月31日には、有料駐車場（林原モータープール）も閉鎖された。
2012年2月1日付で林原商事・林原生物化学研究所の2社は株式会社林原に吸収合併されて消滅し、同年2月3日に林原は100%減資のうえ、長瀬産業の完全子会社となった。同3月26日に会社更生計画は終結した。長瀬産業（大阪市）からの出融資700億円、売却可能の株式などが約300億円、岡山駅前の土地が約200億円強、その他の土地・建物などが約100億円、そして林原健と靖の私財提供分の数十億円を加えると、銀行借入のほぼ全てがこれらによって肩代わりできることになった。結果として総額約1400億円の負債に対し、約1300億円の弁済原資を確保。弁済率は約93％と更生法下では異例の高水準、更生法適用から約1年2ヶ月でのスピード終結となった。

### 破綻の原因と破綻後の地域への影響
林原の前専務であった林原靖の著書によると、林原の破綻の原因として一般に流布された内容は更正法の早期終結のためのストーリー的な意味が大きかったという。
すなわち「管財人側はあくまで〝戦略〟として誇大宣伝をし、公平・中立な立場ではなく、単なる〝作戦〟として情報を流していた」が、マスコミ各社は「巨額な損害賠償請求、形だけの第三者委員会の諮問内容などを、そのまま事実のごとくセンセーショナルに報道していた」という。また旧経営陣もスポンサーへの高値売却を目的として、不愉快ながらもそのストーリーに乗っていたという。
それは「経営者は違法まみれの極悪人だが、会社は殊の外すばらしかった。銀行は完全な被害者で、経営者を丸裸にしておっぽり出してしまえば、残るのはすばらしい会社のみ。巨額を投資しても借金ゼロで、新経営者は驚異的手腕だと高い評価が受けられる……（中略）この三文芝居を理想的な結末までもっていくには、どうしたってわれわれ旧経営陣は一時的に「悪役」を演じきるしかない。しかし、この汚れ役は（旧経営陣にとって）、まことにきびしいものであった。」という内容である。
粉飾決算に先立つ破綻の原因として、専らインターフェロン・吉備製薬工場への巨額の研究投資向けの借入金、およびそれに伴う金利の発生が原因で膨らんだ最大期で約1700億円の負債が原因であり、「粉飾の根っこはただひとつ、子会社の林原生物科学研究所である。この研究所が恐るべき“金食い虫”だった」と述べている。
また研究投資は「マスコミや世間が〝モデル・ストーリー〟としての基礎研究をいかに称賛したとしても、株式非公開・銀行借り入れ中心の経営下では、あまりにリスクの高い仕事であった」としている。
その他の原因として、破綻を直接招いたキーとしてメインの中国銀行と、サブの住友信託銀行の一連の対応をあげている。
メインバンクの中国銀行は住友信託銀行の岡山支店長に呼び出された時、あるいは西村あさひ法律事務所を巻き込んだ時から、実現性も少ないADRの掛け違いをし、民事再生の可能性を閉ざし、また債権者のとりまとめに関してもリーダーシップをほとんど発揮できず、結果的に破綻劇の幕を開けてしまったという。
なお、西村あさひ法律事務所の森倫洋弁護士から林原靖に郵送されてきた質問への回答書には「はじめに中国銀行からは債務整理を依頼された」と書いてあったという。つまり中国銀行はADRを行わせるために西村あさひ法律事務所とPWCを会社に入れたのではなく、最初から会社更生法の基本シナリオを共有していた西村あさひ法律事務所を「会社の中に引き込むために」ADRを口実として、債権者たる他の銀行をも騙していた疑いが強いという。
さらに中国銀行は金融庁の指示に反して、林原の持つ大量の自社株担保の事実を外部に知らせず隠蔽していた疑惑、林原創業家の持つ自社株TOBの前後に奇怪な業績発表を繰り返し、風説の流布により市場操作と価格操作をなした疑惑があげられている。
また住友信託銀行の対応は、ADR会合で他行が口を揃えて糾弾したとおり、場当たり的でかつ感情的とも思える強引なものであり、現状のサブ・バンクでありながら、土壇場になると他行を尻目に詐害行為におよび、また他行から集中攻撃を受けても〝出口論〟を変えようせず、さらに中国銀行との間で、いったんはADRでいくことを了解しながら、実際はそれを反故にするような行動を行い、結果的に私的整理の可能性を自ら閉ざしてしまったという。
林原靖は同じく著書で、破綻後の影響として、「岡山駅前の広大な土地も県外資本に安く売却されてしまい、海外から岡山をめざした多くの訪問者も消え、技能の伝承と、正社員採用にこだわった独自の創造的な雇用機会も失われた。地域の権益と発進力を守ってきたさまざまな防波堤が、あっという間に壊されてしまったのだ。結局、大山鳴動してネズミ一匹、大騒ぎをした割に得るものは何もなかった」と結んでいる。
なお、2015年（平成27年）1月、長瀬産業創業家からの出向であった長瀬玲二が株式会社林原の代表取締役を辞任、同時に長瀬産業でも代表取締役専務を辞任し、代表権の無い副会長となった。同時に長瀬産業本体の長瀬洋社長も、長瀬産業代表取締役社長を退き代表取締役会長職に就いた。
その後、2023年4月1日付の長瀬産業の人事で、長瀬洋は代表取締役会長から取締役相談役に退き、長瀬玲二は副会長から取締役に、さらに、2023年6月25日に非取締役の特別顧問に退いた。2018年1月に長瀬玲二の後任の林原の代表取締役社長であった森下治は2018年3月31日に退任し、後任に副社長の安場直樹が就くと発表された。長瀬産業の買収後は、長瀬玲二は3年、森下治は2年という短期政権が続いていた。
森下の後任である安場直樹は、2018年4月から2025年3月まで代表取締役社長を勤め、本業外の社名変更、サステナビリティ・ブランドの確立などに注力したが、同社は地元岡山のローカル紙である山陽新聞での2025年「地元就職企業ランキング」でトップ50からも漏れるなど、ブランディングが功を奏しているかは不明である。
2025年4月より、安場の後任の代表取締役には、旧林原の製造畑出身の万代隆彦が就いたが、100％子会社として親会社の長瀬産業の支配下にあるとともに、
- 監査役を除いた8人の取締役のうち、長瀬産業直系が磯部保（長瀬産業　取締役）、沖野研二（長瀬産業　執行役員）、竹本圭佑（長瀬産業から転籍）の3名、旧林原出身が万代と神戸三幸、吉川真人の3名でいずれも製造畑出身、岸本治郎が資生堂出身で、長瀬産業傘下になった2021年より林原所属、佐藤厚は経歴の情報なし、と長瀬産業系と旧林原の製造系で多数を占めていること[95][96][97][98][99][100]。

- 2027年4月以降に神戸市ポートアイランドにナガセバイオイノベーションセンターにナガセヴィータの基礎研究機能を統合する予定であること[101]。

- 東京・大阪の営業所が自前のものではなく、長瀬産業オフィス内にあること[102]。

- 長瀬産業の子会社化して10年以上経つも、かつてのトレハロースやAA-2Gのようなヒット商品を上市していないこと[103][104]。

など、同社はかつての総合バイオテクノロジー企業から、単なる既存商品の製造機能のみの拠点に移行しつつある。
なお、長瀬玲二は林原関係では林原美術館の代表理事のみ2016年2月現在就任している。

### 破綻前と破綻後の売上高・営業利益の推移
長瀬産業は、2012年5月に発表した、2015年3月期を最終年度とする中期経営計画で「完全子会社化したバイオ企業、林原（岡山市）を中核に、14年度の生活関連事業の売上高を11年度比8割増の900億円に引き上げる」としていたが、下表の通り、長瀬産業が林原買収後は、林原の会社更生法前の2009年の売上281億円に届いたことは一度もなく、また2013年3月期から2018年3月期までの売上は減少傾向にある 。2018年から代表取締役に就いた安場直樹は、日経新聞のインタビューで「長瀬産業のバックアップを受け、再生後、赤字は一切ない」と述べているが、そもそも同社は会社更生法適用前からトレハロース等の売り上げで黒字である。なお、同表で会社更生法申請前、2009年の営業利益と1億円と極端に少ないが、会社更生法申請前は2011年1月で借入金が1,228億円強あり、その金利の支払いを考慮に入れる必要がある。
また、長瀬洋社長は同中期計画の新聞インタビューで、林原の海外事業について「これまで代理店に任せきりで戦略的ではなかった」と指摘し「長瀬産業の海外拠点活用や営業要員の拡充など、長瀬産業が主体となって展開する方針」「林原の海外売上高は現在30億円程度だが、3年後に60億円を目指す」としていた。しかし、その後2014年に当時の林原社長であり長瀬洋の義兄でもある長瀬玲二の指示の下、同社は、林原靖が自著で「失敗」とし契約変更した戦術であり、また義弟の長瀬洋が批判した方針である「代理店に任せきる」方法でもあるトレハロースの欧米での販売契約の独占的付与をカーギル社に対して行った。結果、2018年3月現在、トレハロースの売上げは日本国内が30,000トンなのに対し、米国での売上は1,000トンに至っていないといい、果たして長瀬産業の海外施策が功を奏しているか疑問符が付く。
なお、2023年4月1日に林原はナガセケムテックスの生化学品事業を統合したため、2023年度以降の売り上げはその分の割り増しが含まれることになる。
| 年   | 売上高（億円） | 営業利益（億円） |
| ---- | -------------- | ---------------- |
| 2009 | 281            | 1                |
| 2010 | データなし     | データなし       |
| 2011 | データなし     | データなし       |
| 2012 | データなし     | データなし       |
| 2013 | 252            | 26               |
| 2014 | 243            | 49               |
| 2015 | 237            | 47               |
| 2016 | 241            | 45               |
| 2017 | 238            | 46               |
| 2018 | 244            | 50               |
| 2019 | 254            | 51               |
| 2020 | 250            | 49               |
| 2021 | 236            | 43               |

### 株主構成
- 長瀬産業 100%
2012年2月3日減増資
2019年1月22日減資

## 関連事業
- 財団法人林原美術館（岡山市北区）
- 林原類人猿研究センター（岡山県玉野市） - 2013年（平成25年）3月末で閉鎖[124]。研究事業は京都大学霊長類研究所に引き継がれ、飼育されていたチンパンジー8個体は京大野生動物研究センターの熊本サンクチュアリへ移送された[125]。
- 林原共済会の活動として、2003年よりハンディキャップを持つアーティストの支援として、「モナリザを描くⅠ、Ⅱ」、「精神と心の距離」、「ドラえもんを描く」等を日本、アジア、アメリカ、ヨーロッパ等で林原国際芸術祭‘希望の星’アート展を開催していたが、2016年に順正学園に同アート展を譲渡した[126]。

## かつてのグループ会社
2012年の林原グループ合併時点のグループ会社
- 中核事業法人 
  - 株式会社林原生物化学研究所（岡山市北区：食品・医薬品原料の研究開発及び感光色素の研究・合成）- 2012年2月1日付けで林原に吸収合併。
  - 株式会社林原商事（岡山市北区：各種食品原料の販売） - 2012年2月1日付けで林原に吸収合併。
  - 太陽殖産株式会社（岡山市北区：グループの不動産管理）
- 海外事業法人 
  - ハヤシバラ インターナショナル（アメリカ合衆国コロラド州デンバー）
- メセナ事業法人
  - 社団法人林原共済会（岡山市北区）
  - 林原自然科学博物館（岡山市北区）

林原グループ合併以前のグループ会社
- カバヤ食品（岡山市北区） - 1979年まで林原グループだった。
- 株式会社昭和倉庫（岡山市北区）
- 株式会社H+Bライフサイエンス（岡山市北区）
2011年6月21日にハーバー研究所の完全子会社となった[127]。
- 株式会社京都センチュリーホテル（京都市下京区）
2011年7月25日に同社株式の99.72%を京阪電気鉄道が取得し、同社の子会社となった[128]。その後、同年10月13日に株式交換により、完全子会社となった。2016年に京都タワー株式会社に合併され、京阪ホテルズ&リゾーツ株式会社となる。
- 関連会社 
  - ザ ハヤシバラシティ株式会社（岡山市北区）
  - 株式会社アメニティ ルネサンス（岡山市北区） - 林原グループの事業所の清掃・緑化業務、林原モータープールと林原自然科学博物館の管理運営を行っていた。2011年末で事業停止し、事業は売却された。
- 株式を上場していたグループ会社
  - 岡山製紙株式会社（岡山市南区）- 加工紙メーカー中堅。林原グループの事業集約化の一環で王子製紙に売却、同社の関連会社として再出発。なお同社の売却は会社更生法の適用以前であり、同法とは関係がない。
  - 三星食品株式会社（兵庫県相生市）- 飴菓子メーカー。同じく事業集約化の対象企業となったため、上記企業より先にキャドバリー・シュウェップス（当時）に売却。なお、これに合わせ販売部門も菓子部門（キャドバリー）の日本法人であるキャドバリー・ジャパン（現・日本クラフトフーズ）に事業移管している。なお同社の売却は会社更生法の適用以前であり、同法とは関係がない。

## テレビ番組
- 日経スペシャル カンブリア宮殿 地方発！世界と闘う同族企業 ～オンリーワンのススメ～（2009年7月27日、テレビ東京）- 出演：林原グループ社長 林原健[129]。

## 過去のスポンサー番組
- 勉強してきましたクイズガリベン!（テレビ朝日系全国ネット）
- イチハチ（毎日放送制作・TBS系全国ネット）
- 知っとこ!（毎日放送制作・TBS系）
- チュー'sDAYコミックス 侍チュート!（毎日放送制作・TBS系）
- JNN報道特集（TBS系全国ネット）
- ナニコレ珍百景（テレビ朝日系全国ネット）
- TVチャンピオン（テレビ東京系全国ネット） ほか

### トレハ星人
2004年4月から、提供番組でトレハロースの知名度を上げるために、「トレハ星人」なる宇宙人（父の声優は岸野幸正）のようなキャラクターを用いた個性的なCMが流されていた。ナレーションは声優の野田圭一。父は赤い一つ目に長い横ヒゲ。娘2人は銀髪の長い頭と横ヒゲが特徴である。トレハロースを紹介する自社Webサイトでは、トレハロースを使用した商品を撮影して送れば、トレハ星人（父）のストラップが当選するキャンペーンやトレハクイズ25を展開した。Webサイト内では、地球の男性と娘が結婚に至った経緯を紹介する紙芝居や宇宙人親子の写真集なども掲載されていた。

### 書籍
- 『春雷のごとく 林原一郎風雲録』（著者:秋吉茂）（1983年10月1日、謙光社）ISBN 978-4905864462
- 『林原生物化学研究所がバイオを制する日』（著者:舘沢貢次）（1988年10月15日、ぱる出版）ISBN 9784893860248
- 『独創を貫く経営 私の履歴書』（著者:林原健）（2003年11月17日、日本経済新聞社）ISBN 978-4532311063
- 『破綻 バイオ企業・林原の真実』（著者:林原靖）（2013年7月26日、ワック）ISBN 978-4898314098
- 『林原家 同族経営への警鐘』（著者:林原健）（2014年5月17日、日経BP社）ISBN 978-4822263997
- 『背信 銀行・弁護士の黒い画策』（著者:林原靖）（2016年1月22日、ワック）ISBN 978-4898314456
- 『日本企業はなぜ世界で通用しなくなったのか』（著者:林原健）（2018年5月9日、ベストセラーズ）ISBN 9784584125786

### 雑誌
- 『Zaiten』- ZAITEN REPORT 企業 優良バイオ企業「林原」買収の陰で長瀬産業「創業家内紛」の予感 掲載ページ:p. 32-34（著者:幅 耕平）（2014年2月号、財界展望新社）ASIN B00H9JU0P0